# Paradise City
"Paradise City" is een nummer van de Amerikaanse hardrockband Guns N' Roses. Het is de vierde single van de band. Het nummer komt van het album Appetite for Destruction uit 1987. Op 30 november 1988 werd het nummer in de Verenigde Staten, Canada, Australië, Nieuw-Zeeland, Japan en Zuid-Korea  op single uitgegeven. Op 10 januari 1989 werd het nummer in Europa op single uitgebracht.

## Achtergrond
"Paradise City" werd een wereldwijde hit en behaalde in thuisland de Verenigde Staten de 5e positie in de Billboard Hot 100 en was daarmee de derde single van de band die een top-10 notering behaalde. Het is het enige nummer van het album waar een synthesizer in wordt gebruikt.
Het nummer is ook het themalied van het spel Burnout Paradise. In Canada werd de 19e positie bereikt, in Australië de 48e, Nieuw-Zeeland de 2e, Zweden de 3e, Ierland zelfs de nummer 1-positie en in het Verenigd Koninkrijk de 6e positie in de UK Singles Chart.
In Nederland werd de plaat veel gedraaid op Radio 3 en mede hierdoor werd de plaat een grote hit in de destijds twee hitlijsten op de nationale publieke popzender. De plaat bereikte de 2e positie in de Nationale Hitparade Top 100 en de 4e positie in de Nederlandse Top 40. 
In België bereikte de plaat de 10e positie in de voorloper van de Vlaamse Ultratop 50 en de 8e positie in de Vlaamse Radio 2 Top 30.  In Wallonië werd gèén notering behaald.
Sinds de editie van december 2009 staat de plaat onafgebroken genoteerd in de jaarlijkse NPO Radio 2 Top 2000 van de Nederlandse publieke radiozender NPO Radio 2, met als hoogste notering een 124e positie in 2018.

## NPO Radio 2 Top 2000
| Nummer met noteringen in de NPO Radio 2 Top 2000 | '07  | '08 | '09 | '10 | '11 | '12 | '13 | '14 | '15 | '16 | '17 | '18 | '19 | '20 | '21 | '22 | '23 | '24 |
| ------------------------------------------------ | ---- | --- | --- | --- | --- | --- | --- | --- | --- | --- | --- | --- | --- | --- | --- | --- | --- | --- |
| Paradise City                                    | 1128 | -   | 225 | 200 | 207 | 173 | 150 | 198 | 185 | 201 | 160 | 124 | 136 | 144 | 153 | 156 | 192 | 233 |

1. ↑  Een '-' betekent dat het nummer niet was genoteerd en een vetgedrukt getal geeft de hoogste notering aan.
2. ↑  2007 was het eerste jaar met een notering voor dit nummer.